# Marc Légasse
Marc Légasse Celaya (París, 19 d'abril de 1918 - Ziburu, 21 de març de 1997) va ser un escriptor i militant polític bascofrancès. Se'l considera un dels fundadors del moviment autonomista al País Basc francès després de la Segona Guerra Mundial.

## Biografia
El seu pare Louis Légasse, va néixer a Basusarri el 1870 i va morir a París el 1939, era armador i propietari d'una trentena de bacallaners a Saint-Pierre-et-Miquelon, Fécamp i Pasaia, i fundador de la Compagnie Généale de Grande Pêche - La Morue Française, amb seu a París IXe, 80 rue Taitbout. El 1941, Marc Légasse va assumir la direcció d'“Entreprises Maritimes Basques” i després de la guerra va fundar a Ziburu la conservera Consathoma, que va vendre al grup Saupiquet als anys seixanta. El seu besoncle Gaudioso Celaya va estudiar amb Sabino Arana, i el propi Marc Légasse va coincidir amb Luis Arana Goiri a Donibane Lohitzune el 1937.
Va tornar precipitadament dels Estats Units el maig de 1940 per respondre a la seva ordre de mobilització, i va ser ferit al Loira. Va ser guardonat amb la Creu de Guerra 1939-1945 per aquests actes. Instal·lat a Ziburu i després a Donibane Lohitzune, participa en la publicació de la revista Aintzina amb el canonge Piarres Lafitte. El 1942, a Biarritz, sota la benedicció del pare Donostia, es va casar amb Veronica de la Sota y Mac Mahon, neta del fundador de l'imperi industrial bilbaí homònim i filla de Ramón de la Sota, president de la Diputació Foral de Biscaia el 1917 i dignatari del Partit Nacionalista Basc, amb qui tindrà tres filles, Sophie Euzkadi, Kitty Gernika i Patricia Askatasuna. Allistat a la Legió Estrangera Francesa, el seu germà Jacques Légasse va morir en trepitjar a una mina durant l'alliberament de Roma el juny de 1944.
El 1945 es presentà com a candidat nacionalista basc a les eleccions cantonals, defensant la idea de crear un departament basc. És ell qui redacta el Projecte d'Autonomia del País Basc a la República Francesa, dipositat pel diputat del MRP per Baigorri Jean Etxeberri-Aintxart a la taula de l'Assemblea Constituent el 1945. Publica regularment fulletons i editorials, humorístic o incendiaris, contra "l'ocupant francès", en una publicació anomenada Hordago, de la qual és l'editor. La seva crida al poble basc per demanar-li "que no interferís en els afers de França per cortesia d'un estat estranger" li va valer una pena de sis mesos de presó i el seu confinament a la Villa Chagrin de Baiona.'
El 1946 va enviar una carta de crítiques al president José Antonio Aguirre, que no volia la creació d'un moviment abertzale al País Basc del Nord per no pertorbar les relacions entre el govern d'Euzkadi a l'exili i la República francesa. El 1952 va rebre el lehendakari a Lezabea, la seva casa de Sara, per cercar un acord que no tindrà èxit. Cap el 1960 apareixerà el primer moviment abertzale al nord del Bidasoa, Enbata
Es va presentar a les eleccions cinc vegades en les dècades següents, sempre en nom de grups propers a idees patriòtiques i progressistes: Enbata, EHAS i EMA. Dempre va mostrar un enfocament d'esquerres i va criticar durament tant el PNV com la dreta tradicional del País Basc del Nord, ja que les seves actituds no permetien prosperar la llibertat del País Basc i del basc.
Amb la nova generació que va haver de passar del País Basc del Sud al País Basc del Nord i la creació d'ETA, es va apropar immediatament a l'esquerra abertzale. Va participar en quatre vagues de fam a favor dels exiliats i va tenir contacte amb intel·lectuals i activistes com Krutwig, Beltza, Ortzi, Txillardegi, Etxabe, Wilson, Ezkerra, Argala i Peixoto. Eva Forest es va reunir amb el grup Txikia a la casa Légasse per escriure el llibre Operación Ogro (atemptat contra Luis Carrero Blanco).
Durant la dècada de 1970, va participar en les vagues de fam a la catedral de Baiona en solidaritat amb els refugiats polítics del sud del País Basc i es va implicar, al costat de Telesforo de Monzón, president de l'associació humanitària Anai Artea, en la defensa dels seus drets. A partir del 1977, amb la caiguda del règim franquista, es va involucrar per escrit la vida política i va escriure articles al diari independentista Egin. La seva vella amistat amb Jakes Abeberry li va fer escriure una columna a 'Enbata, "le billet de Marc Légasse"
El 1977, després de la mort de Franco, es va traslladar a Bermeo. Fou membre del jurat del Festival Internacional de Cinema de Sant Sebastià 1979, on també li va donar el seu toc revolucionari. Va morir el 1997 i els seus amics el van tirar a la cendra a Roncesvalles el 30 de març del mateix any.
Es va tornar a casar amb Jacqueline Laruncet, filla de Jacques Laruncet, director de la casa Molyneux, famós perfumista dels anys vint, i neta del pintor Perico Ribera. És pare de Périco Légasse, nascut el 21 de març de 1959, periodista especialitzat en temes agrícoles. i alimentària, columnista gastronòmica i redactor en cap del setmanari Marianne.

## Obres
- La question Basque (Paris, 1938), Jacques Légassekin batera.[10]
- Ainsi parlait Nekatua (Baiona, 1943).
- Euskadi ma patrie et autres contes (Baiona: La Presse, 1944), Jacques Légassekin batera.
- L'ombre d'Axular (Baiona, 1944), Jacques Légassekin batera.
- La petite sirène au peigne et au miroir d'os (Baiona, 1946).
- Les rêveries d'un gréviste de la faim (Baiona, 1947).
- Paroles d'un anarquiste basque (1947) (Euskal anarkista baten mintzoak, 1994).[11]
- Iru herrien alegia (Donibane Lohizune: Gernika, 1952. Jon Mirandek itzulia, Jon Chaho ezizenaz baliatuz).[12]
- Cantar del rey Sancho de Navarra (1955, espainieraz; 1985ean Santxo Azkarraren parabola izenburupean Txertoak euskaraz argitaratua, Piarres Lafitteren itzulpena).
- Le petit livre rouge du séparatisme basque (1967) (Euskeldun azkatasunaren idazti gorri txikia, Baiona, 1967).
- Les cavaliers de Guernica (Paris, 1970).
- Petit guide vert-de-gris du tourisme en Euskadi (1974).
- Euskararen Ebanjelio eta Apokalipsia (1979, euskaraz eta espainieraz egindako argitalpen elebiduna, Txertoa).
- Los contrabandistas de Ilargizarra (Donostia: Txertoa, 1980).
- Concierto guerrillero, pour un pays qui n'existe pas (Baiona: Maiatz, 1984) (Pasacalle por un país que ni existe (1984, espainieraz; Karrakak Euskadifrenia izenburupean argitaratuta).
- Les carabines de Gastibeltsa (Gastibeltzaren karabinak, Zarautz: Susa, 1985)
- Anark-herria (1986, Jakue Pascualekin batera, Txertoa).
- Infante zendu batendako pabana (Itxaro Bordaren itzulpena, 1986 eta 2006, Txertoa)[13]
- Maddalen Ithurri (1989, Luzien Etxezaharretak euskaratua, Maiatz-18).
- La sombra de Axular y otros relatos de Marc Légasse (Donostia: Txertoa, 2011)